# Leyer und Schwerdt

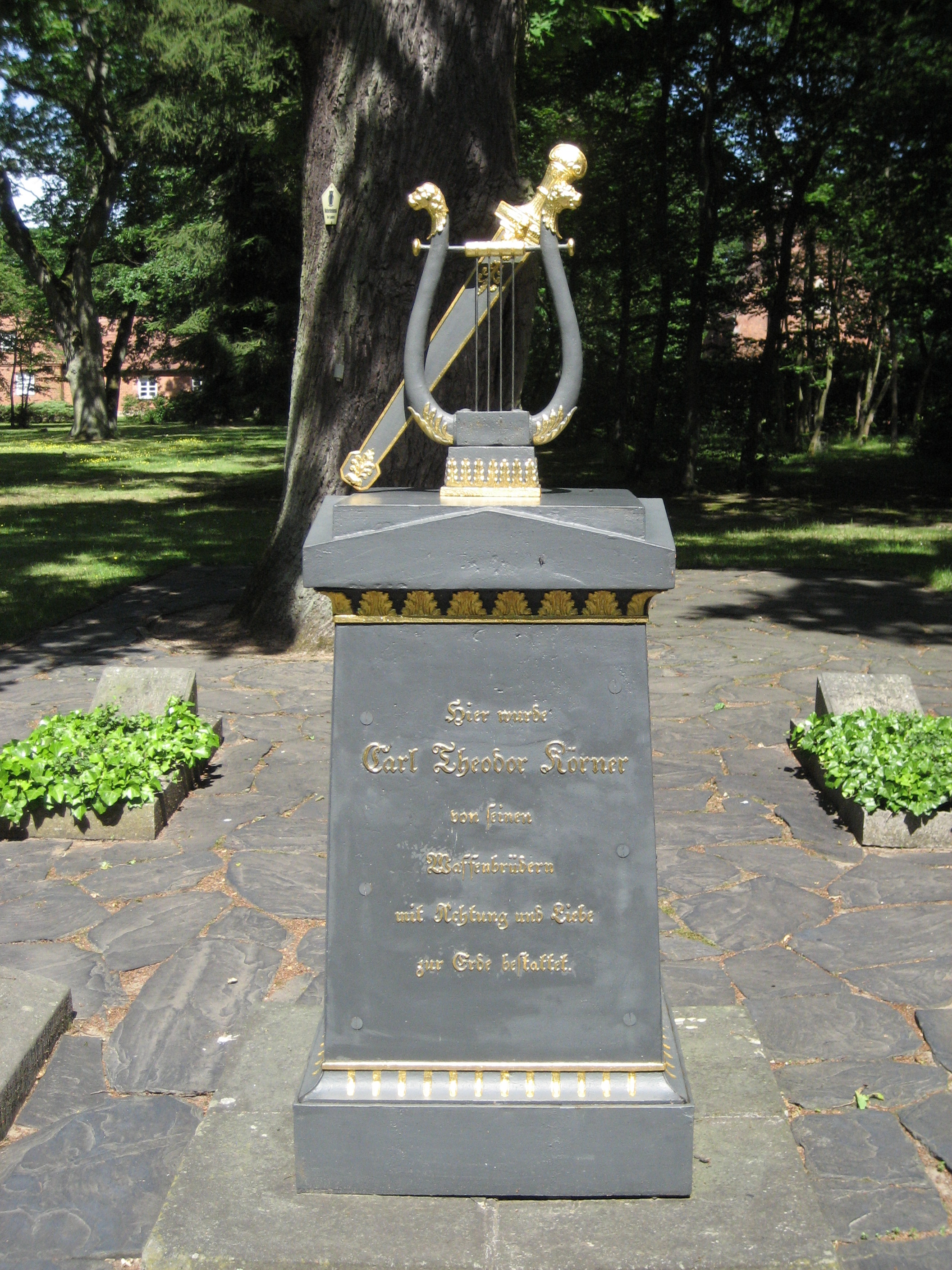
Leier und Schwert als Aufsatz auf Körners Grab in Wöbbelin

Leyer und Schwerdt (in anderen Schreibweisen: Leyer und Schwert, Leier und Schwert) ist eine Sammlung patriotischer Gedichte von Theodor Körner (1791–1813), die erstmals 1814 posthum erschien und hauptsächlich Gedichte aus seinem letzten Lebensjahr enthält. Der Dichter hatte als Leutnant des Lützowschen Freikorps an den Befreiungskriegen teilgenommen und fiel im August 1813 im Forst Rosenow bei Lützow. Die Bedeutung des zunächst von seinem Vater Christian Gottfried Körner herausgegebenen Werkes zeigt sich an den zahlreichen Neuauflagen. Mehrere Gedichte des Bandes wurden vertont, beispielsweise Lützows wilde Jagd von Carl Maria von Weber 1814 und von Franz Schubert 1815 (D. 205).

## Auszüge von Gedichten der Sammlung
Die folgenden Auszüge werden abweichend vom Original in neudeutscher Rechtschreibung zitiert.

### Aufruf
Frisch auf, mein Volk! Die Flammenzeichen rauchen,

Hell aus dem Norden bricht der Freiheit Licht.

Du sollst den Stahl in Feindes Herzen tauchen,

Frisch auf, mein Volk! – Die Flammenzeichen rauchen,

Die Saat ist reif, ihr Schnitter, zaudert nicht!

Das höchste Heil, das letzte liegt im Schwerte!

Drück’ dir den Speer ins treue Herz hinein,

Der Freiheit eine Gasse! – Wasch’ die Erde,

Dein deutsches Land mit deinem Blute rein!

[…]

### Gebet während der Schlacht
Vater, ich rufe dich!

Brüllend umwölkt mich der Dampf der Geschütze,

Sprühend umzucken mich rasselnde Blitze.

Lenker der Schlachten, ich rufe dich!

Vater du, führe mich!

Vater du, führe mich!

Führ' mich zum Sieg, führ' mich zum Tode:

Herr, ich erkenne deine Gebote;

Herr, wie du willst, so führe mich!

Gott, ich erkenne dich!

Gott, ich erkenne dich!

So im herbstlichen Rauschen der Blätter

Als im Schlachtendonnerwetter,

Urquell der Gnade, erkenn' ich dich.

Vater du, segne mich!

Vater du, segne mich!

In deine Hand befehl' ich mein Leben,

Du kannst es nehmen, du hast es gegeben;

Zum Leben, zum Sterben segne mich!

Vater, ich preise dich!

Vater, ich preise dich!

's ist ja kein Kampf für die Güter der Erde:

Das Heiligste schützen wir mit dem Schwerte.

Drum, fallend und siegend, preis' ich dich.

Gott, dir ergeb' ich mich!

Gott, dir ergeb' ich mich!

Wenn mich die Donner des Todes begrüßen,

Wenn meine Adern geöffnet fließen –

Dir, mein Gott, dir ergeb' ich mich!

Vater, ich rufe dich!

### Abschied vom Leben
Die Wunde brennt, die bleichen Lippen beben.

Ich fühl’s an meines Herzens matterm Schlage,

Hier steh’ ich an den Marken meiner Tage.

Gott, wie du willst! Dir hab’ ich mich ergeben.

[…]

### Lützows wilde Jagd
Was glänzt dort vom Walde im Sonnenschein?

Hör’s näher und näher brausen.

Es zieht sich herunter in düsteren Reih’n,

Und gellende Hörner schallen darein

Und erfüllen die Seele mit Grausen.

Und wenn ihr die schwarzen Gesellen fragt:

Das ist Lützows wilde, verwegene Jagd.

[…]

### Schwertlied
Du Schwert an meiner Linken,

Was soll dein heit’res Blinken?

Schaust mich so freundlich an,

Hab’ meine Freude dran.

Hurra!

[…]

## Trivia
Nach Goethes Faust I und II und Lessings Nathan der Weise erschien Leyer und Schwert im Mai 1867 als vierter Band von Reclams Universal-Bibliothek. Nach dem Zweiten Weltkrieg wurde die Ausgabe des Reclam-Verlags jedoch aus dem Programm genommen, sodass heute nur noch wenige Exemplare der „Nummer 4“ der Reihe existieren.